# Сирець (річка)
Сире́ць (Сирецький струмок) — річка у місті Києві, протікає через декілька районів міста, права притока колишньої річки Почайни, зараз впадає в озера Опечень (басейн Дніпра), за сучасною класифікацією КП «Плесо» є струмком.

## Назва
Походження назви «Сирець» достеменно невідоме, в Україні є кілька річок з такою назвою. На сьогодні існує три версії походження назви річки:
- одна з них полягає в тому, що верхня течія річки проходить в дуже глибокому яру, дно якого покрите рослинністю. Це місце характеризується вогкістю, що й сприяло виникненню назви річки від апелятива Сирець «сире місце, болото».
- за іншою версією назва походить від глини-сирцю, яку видобували безпосередньо біля річки, з якої потім на цегляних заводах робили цеглу.
- ще за однією версією, в основі назви — перський корінь «сир» (سیر) = «щит», звідси ж походять назви притоки Дунаю Серет, притоки Дністра Серет, а також Сирдар'я, слід присутності персомовних скіфів.

## Історія
На території поблизу річки Сирець в результаті археологічних розкопок були виявлені пам'ятки часів трипільської та зарубинецької культур.
Під час археологічних досліджень сучасного Києва, а саме розкопок вздовж Либеді та Сирця, було відкрито низку укріплених давньоруських поселень, які являли собою сирецько-либідську оборонну лінію навколо Києва ХІ—ХІІІ століть.
Перша офіційна згадка про річку Сирець датована 1240 роком. Ця назва вживається в грамоті князя Романа Галицького, який передав землю навколо річки в управу до Києво-Печерської лаври. У 1381 році Сирцем назване село, яке київський князь Володимир Ольгердович, подарував Домініканському монастирю. Місцевість, де протікає Сирець, люди колись називали боярком (великим яром). В документах того часу вживались назви «Сирець» та «Серець».
Пізніше землі біля річки купив магнат зі Сквири Юрій Івантович, а в 1660-х роках — їх придбав Станіслав Векгора (Вигора), ім'ям якого було названо сучасну Вигурівщину. В XVII — XVIII століттях берега річки Сирець стали забудовуватися невеликими хуторами, були організовані численні запруди. По річці Сирець, яка була велика і судноплавна, можна було дістатися на Поділ. Є відомості, що в сирецьких озерах раніше розводили форель.
Річка позначена на карті Ушакова 1695 року. В ті часи було на річці дев'ять водяних млинів, п'ять бродів. За планом 1695 року Сирець впадав у Довге озеро, яке зараз трансформувалось у систему озер Опечень. Лише в 1970-ті роки воно було розділено насипом на три окремих водоймища, які пізніше також було розділено на ще менші.
У XVIII столітті в долині річки діяло 29 винокурень. Згодом виникли броварні й цегельні. Поклади зеленої глини ще наприкінці XVIII століття використовували для виготовлення високоякісної жовтої цегли. З водойм Сирця брали воду для першого водопроводу Києва, збудованого в 1749 році.
У першій половині XIX століття урочище Сирець було включено в міську межу. У 40-х роках XIX століття в урочищі Сирець розміщувалися Сирецькі літні військові табори, які дали назви місцевим вулицям Табірній (тепер Дорогожицька) та Тираспольській (від Тираспольського полку), займаючи великий простір між Куренівкою, Бабиним Яром, Брест-Литовським шосе і Пуща-Водицьким лісом.
У середині XIX століття Сирець вже був струмком із чудовими садами та великою кількістю водяних млинів та тік по глибокому яру, який дугоподібно обмежував підвищену місцевість, що в князівські часи мала назву Дорогожичі. П'ятнадцять млинів тягнулись майже до Петропавлівської церкви на Куренівці. Наявність гарних ґрунтів та води дозволяло тут вирощувати овочі та фрукти, що разом із доходом від експлуатації водяних млинів забезпечувало добробут мешканців Сирця.
До Першої світової війни почалося проектування та спорудження стратегічної кільцевої залізниці з виходом на Лівий берег Дніпра вище тодішнього Києва. Нова лінія пролягла від Святошина, долиною Сирця до Куренівки й далі через Дніпро до Дарниці. З'явилися платформи «Сирець» та «Рубежівська».
Після прокладання залізниці долина Сирця втратила первісний недоторканий вигляд, річку частково взято в колектор.
У 60-ті роки XX століття розгорнулася масова забудова урочища Сирець цегляними п'ятиповерхівками, а потім — у 70-ті — дев'ятиповерховими панельними будинками за типовими проектами.

## Опис
Басейн річки Сирець є умовним кордоном між лісостеповою та лісовою природними зонами України. Річка Сирець має два витоки. Один з них починається на масиві Нивки (парк «Дубовий гай») у місцевості поблизу станцій метро Святошин та «Нивки» в колекторі, другий витік розташований поряд із залізницею у історичній місцевості Ґалаґани. Значна частина басейну річки прорізана глибокими ярами, а нижня частина річища розташована на рівнинній Оболоні. Річка живиться від численних джерел, які утворили глибокий яр — русло з приярками (притоками), інших малих струмків й потоків та атмосферними опадами.
Ліві притоки:
- струмок Кам'янка та каскад озер, що впадають неподалік Сирецького шляхопроводу та станції метро Сирець зі сторони Сирецького гаю.
- струмок Брід (Рогостинка), впадає зі сторони Сирецького дендропарку північніше колишнього хутора Софіївка.
- струмок Курячий Брід із притокою — струмком Западинка, впадають на Пріорці (в колекторі) зі сторони Мостицького масиву, Виноградара та Вітряних гір.

Праві притоки:
- безіменний струмок та ставок, що впадають неподалік зупинки Рубежівський у східній частині парку Нивки на схід від хутора Васильчики.
- безіменний потік, що впадає зі сторони Сирецького парку північніше дитячої залізниці.

Всю середню течію річка Сирець тече в колекторі. Після перетину з вулицею Богатирською річка переходить у штучне річище та впадає в Кирилівське озеро системи Опечень (колишня річка Почайна) за 2 км від київської гавані.

## Річище
Більш відомий та явно видний витік річки Сирець починається в просторій улоговині поблизу станції метро «Нивки» та школи № 73 (неподалік двох ставків). Місцевість тут поросла височенними дубами й кленами і охороняється як важливий об'єкт природи. Звідси з невеличкого ставка вода перетікає колектором попід вулицею Щербаківського і далі затримується трьома мальовничими ставками, які є окрасою та основою ландшафтного парку «Нивки». У верхній частині течії річка ділить парк Нивки на дві зони: західну та східну. В цьому місці з правої сторони до річки долучається другий витік, що тече з-під Гаванського шляхопроводу.
На увагу заслуговують ставки по течії річки поблизу колишніх урядових дач, в районі метро «Берестейська». Це зона з впорядкованим зарибленим ставом та прилеглим ландшафтним парком на крутих схилах.
Далі річка Сирець біжить вздовж залізничної колії повз парк «Сирецький гай» відомий киянам лише через те, що скраєчку розмістився ресторан «Дубки», де паркова зона невпорядкована. Два маленьких ставки неподалік Сирецького шляхопроводу (початок вулиці Стеценка та зупинки «Сирець») ніколи не пересихають, і не позбавляються присутності рибалок через підземні джерела та значну глибину. Річка тут проходить прямо на місці перетину залізничної колії і вулиці Щусєва.
Потім починається унікальний Сирецький дендропарк, посередині якого протікає лівобережна притока — Брід, яка впадає спочатку в озеро Корчі і далі під залізницею, через яйцеподібний тунель в Сирець. Тут річка має велику ділянку відкритого річища. Місцевість навколо річки приведена до ладу, сама річка тече у бетонній канаві, поряд в'ється стежка з бетонних плит майже до Сирецької вулиці.
Річка тече вздовж Сирецької вулиці, через Куренівку, минаючи кілька мальовничих озер, в основному в бетонних колекторах, і з'являється на Оболоні в районі Куренівської вулиці і впадає в систему озер Опечень у Кирилівське озеро.

## Сучасні ділянки річки в м. Києві
Класифікація подана за інформацією київського комунального підприємства «Плесо»:
- Сирецький струмок, який простягається від парка «Нивки» до вул. Ольжича;
- Північно-Сирецький струмок, який бере свій початок від Залізниці та простягається до Сирецького струмка (Шевченківський район) та від залізниці — до озера Опечень (Оболонський район м. Києва);
- Старе русло струмка «Сирець», що простягається від СП СК «Джонсон» до вул. Богатирської.

## Використання

### Підприємства та організації
Підприємства, що знаходяться по обидва боки річки на усій довжині її річища:
- Київський верстатобудівний завод
- колишній Київський топографічний технікум
- очисні споруди зливової каналізації
- колишній Цегельний завод (відомі історичні заводи — Міхельсона, Ріхерта, Козинського, Булишкіної)
- Снігоплавильна станція
- Київський завод шампанських вин
- Куренівське тролейбусне депо КП «Київпастранс»
- Київський вітамінний завод

### Місцевості
Місцевості по обидва боки річища Сирця (лів. — ліва сторона, пр. — права сторона):
- Ґалаґани
- Парк Нивки

| - лів. Нивки - лів. Дехтярі - лів. Сирецький гай (Дубки) - лів. Сирецький дендропарк - лів. колишній хутір Софіївка - лів. Біличе поле | - пр. Васильчики - пр. Волейків - пр. хутір Сирець - пр. нижній Сирець - пр. залишки селища Сирець - пр. Шполянка |

- Куренівка
- пром.зона Подільсько-Куренівська

## Зображення

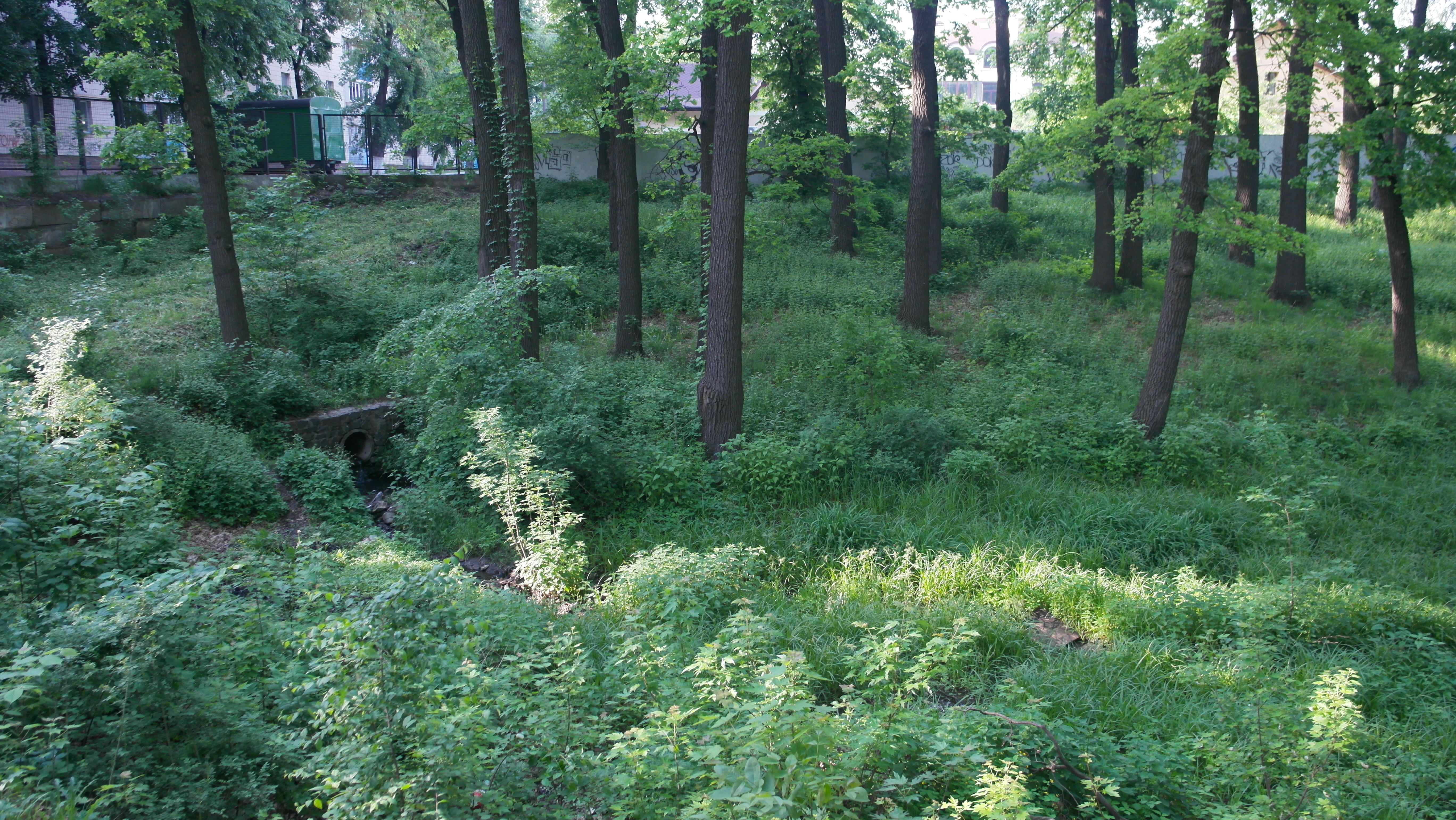
Один з витоків річки Сирець
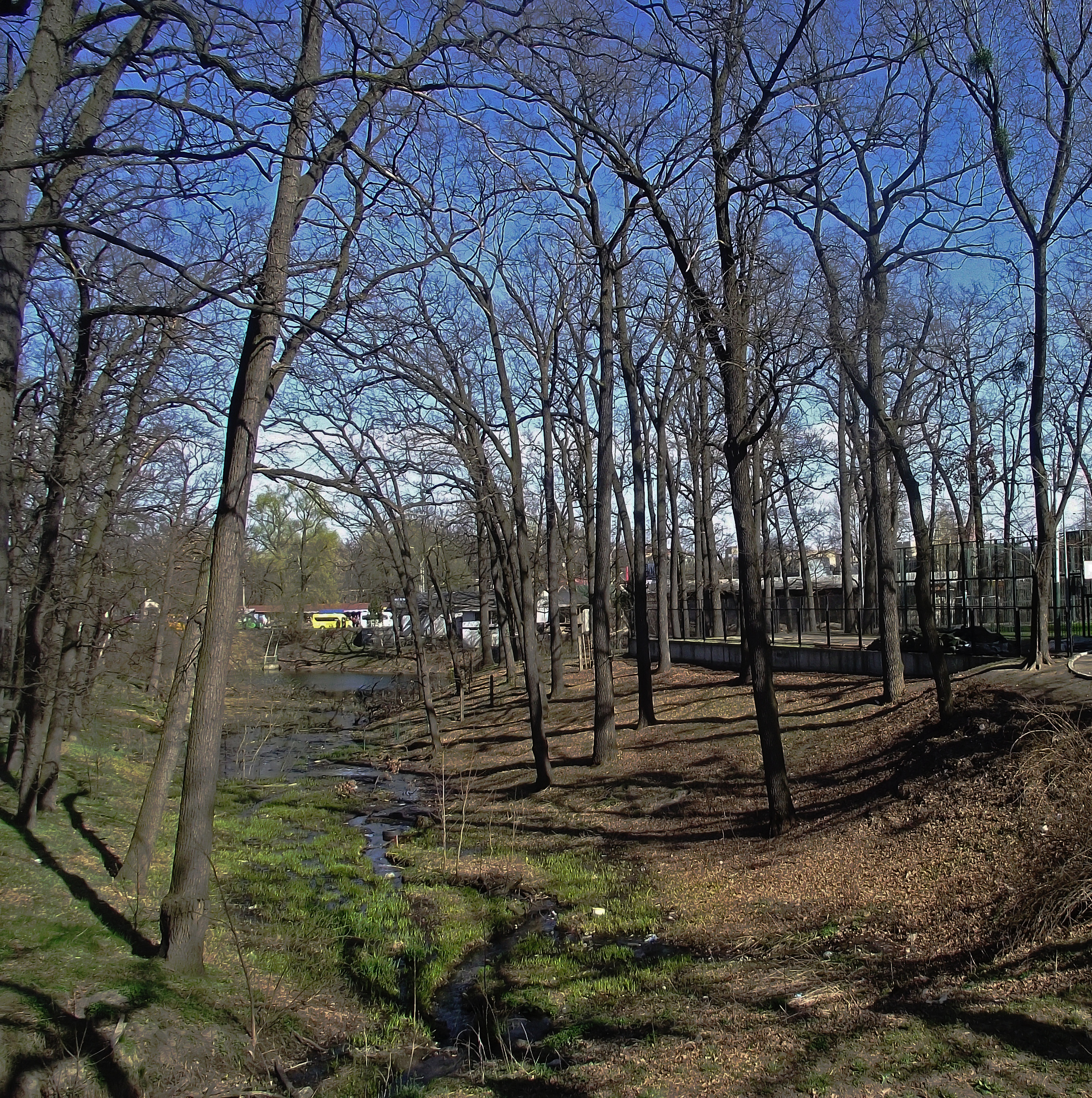
Дубовий гай з природною водоймою і Сирець у верхній течії
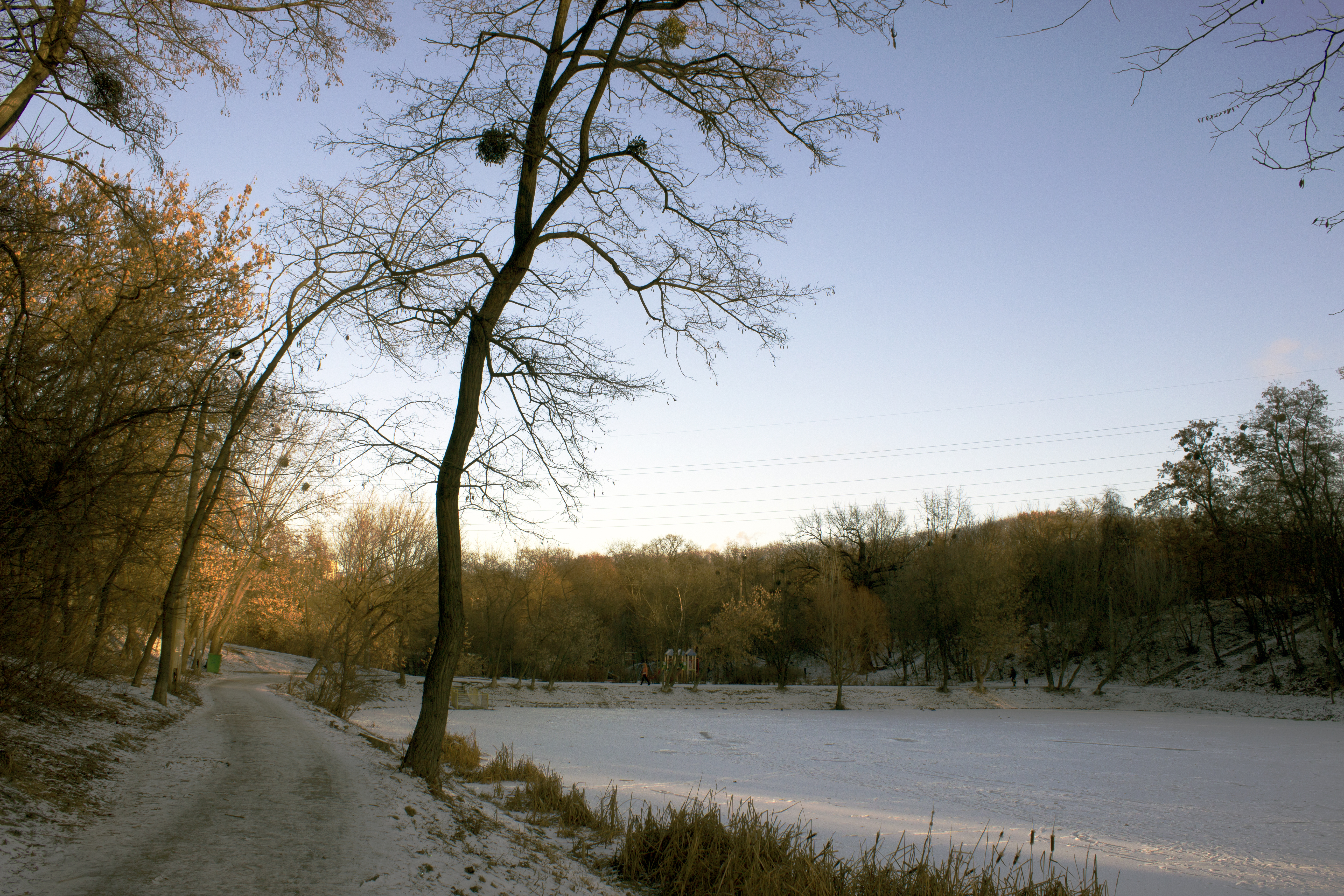
Парк Нивки (західна частина), озеро на річці Сирець
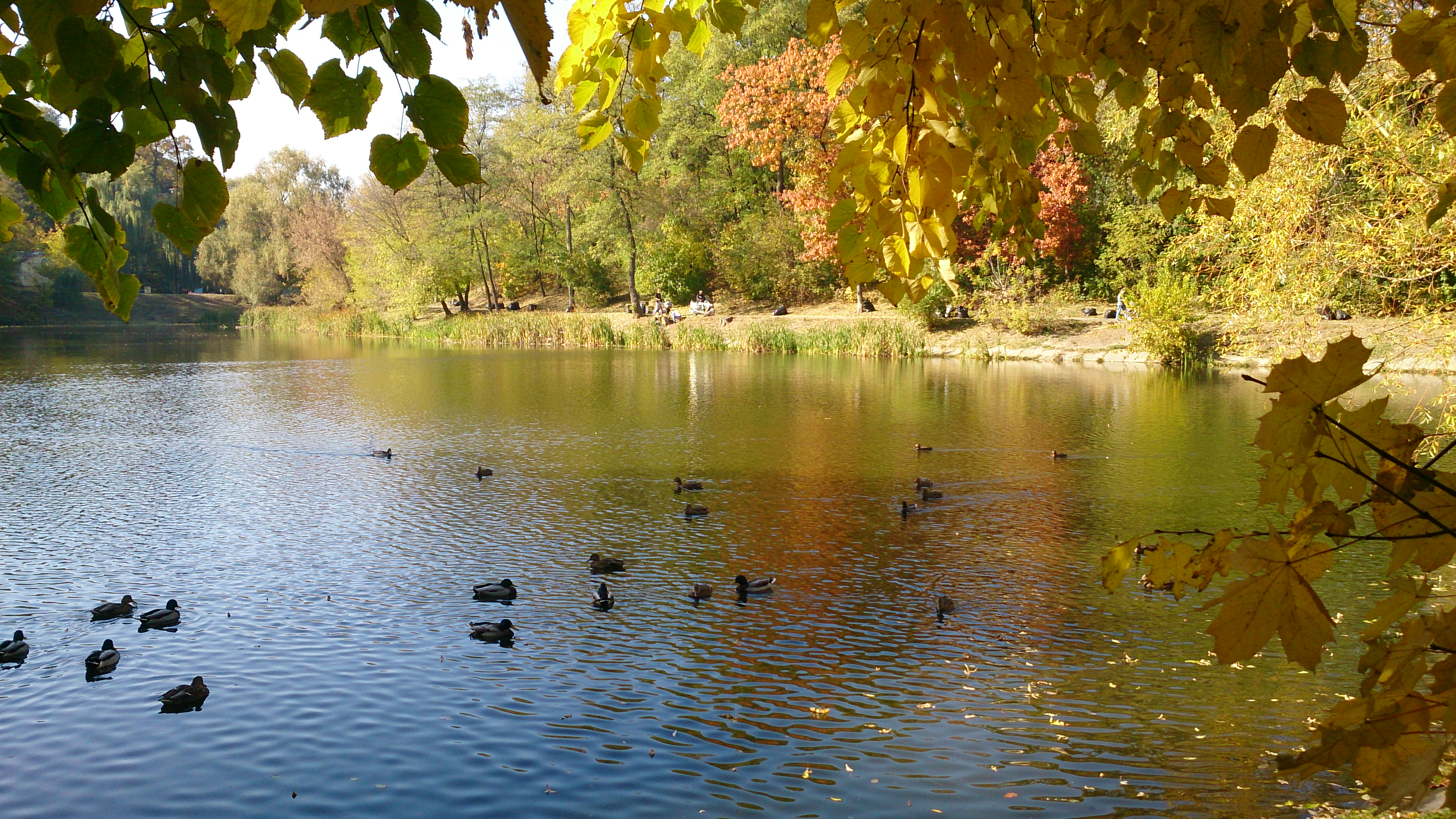
Парк «Нивки» (східна частина), озеро на річці Сирець
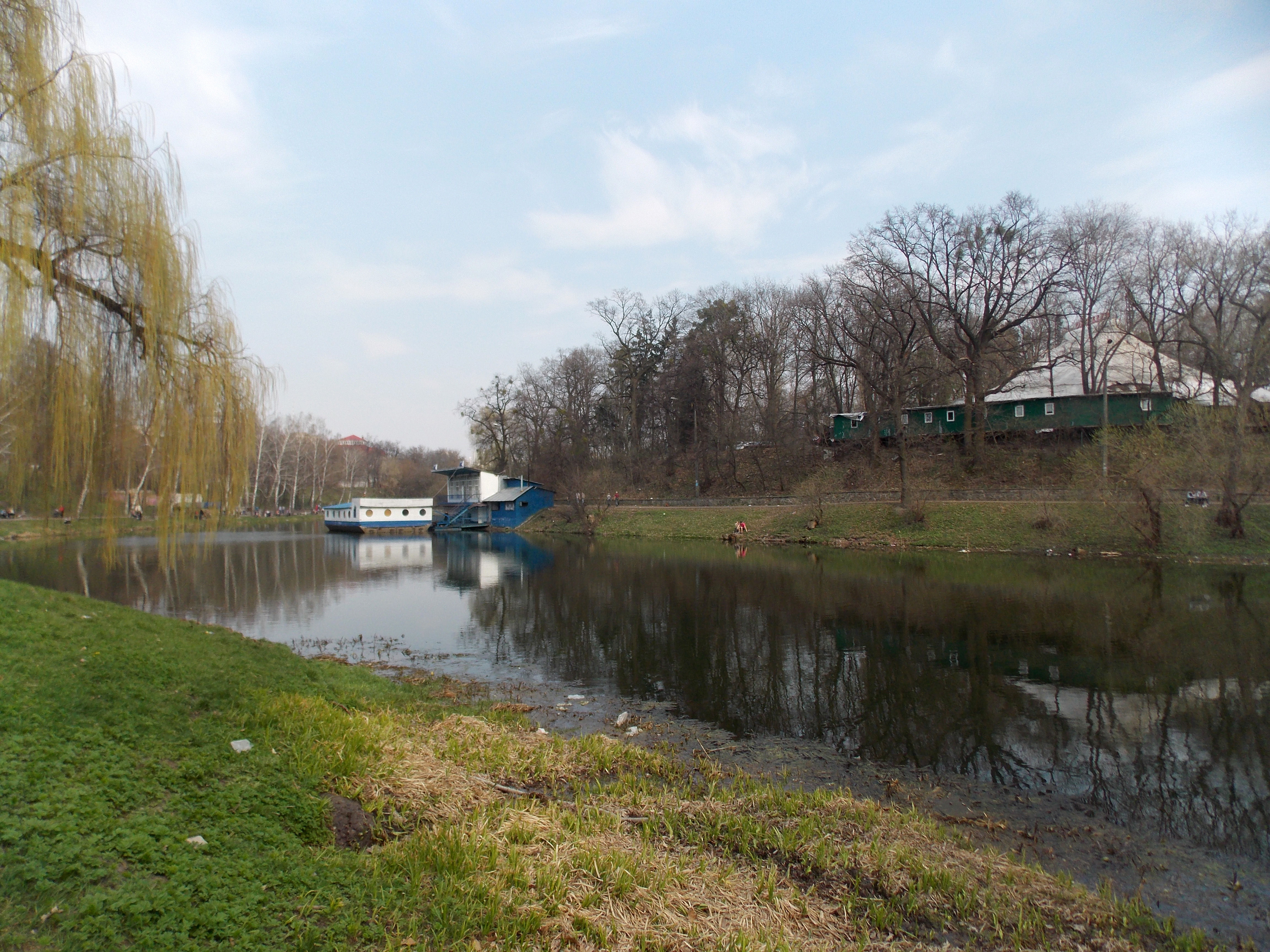
Парк «Нивки» (західна частина), озеро на річці Сирець
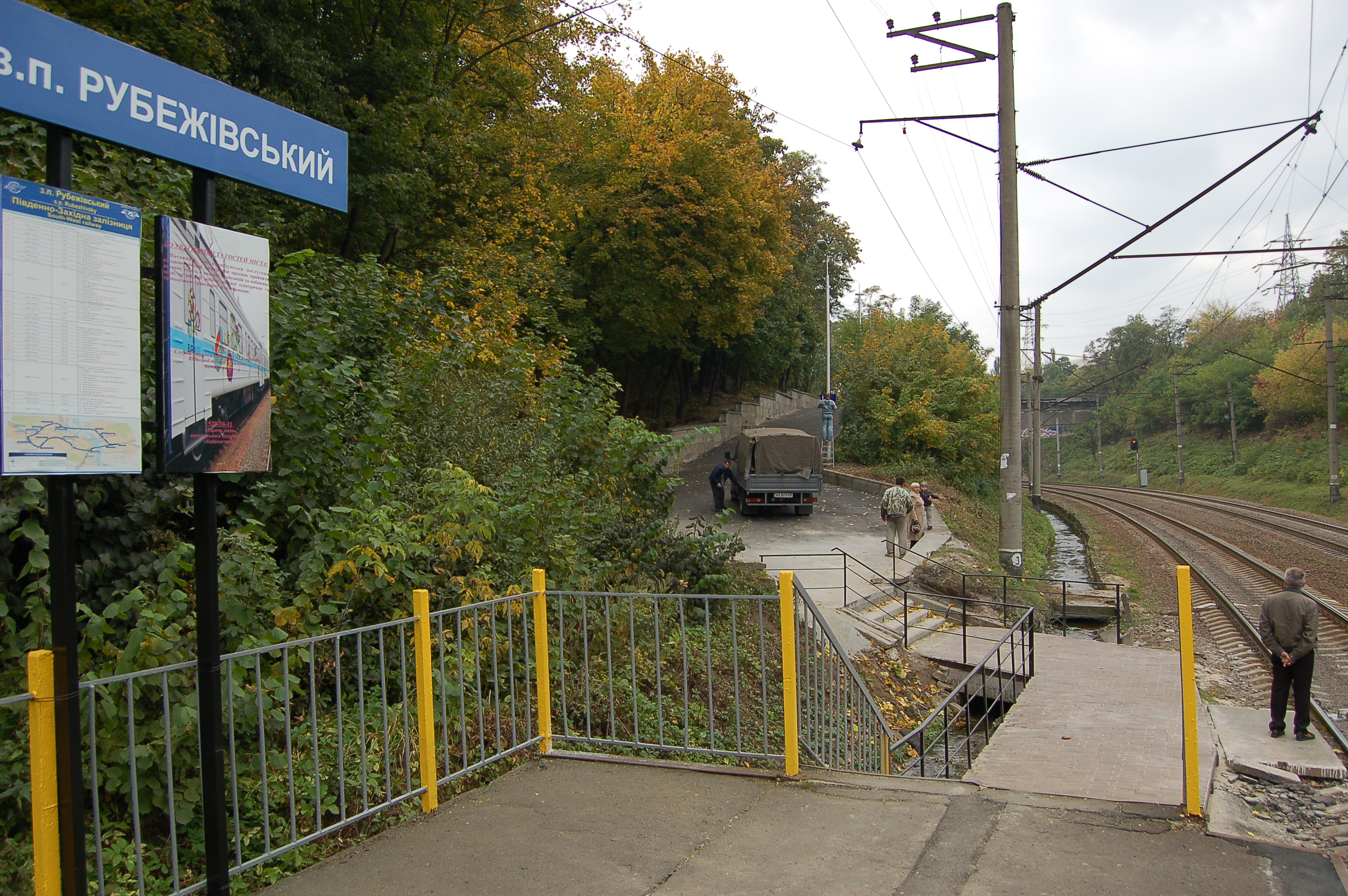
Річище другого витоку річки Сирець, яка тече з Ґалаґанів біля зупинки Рубежівський
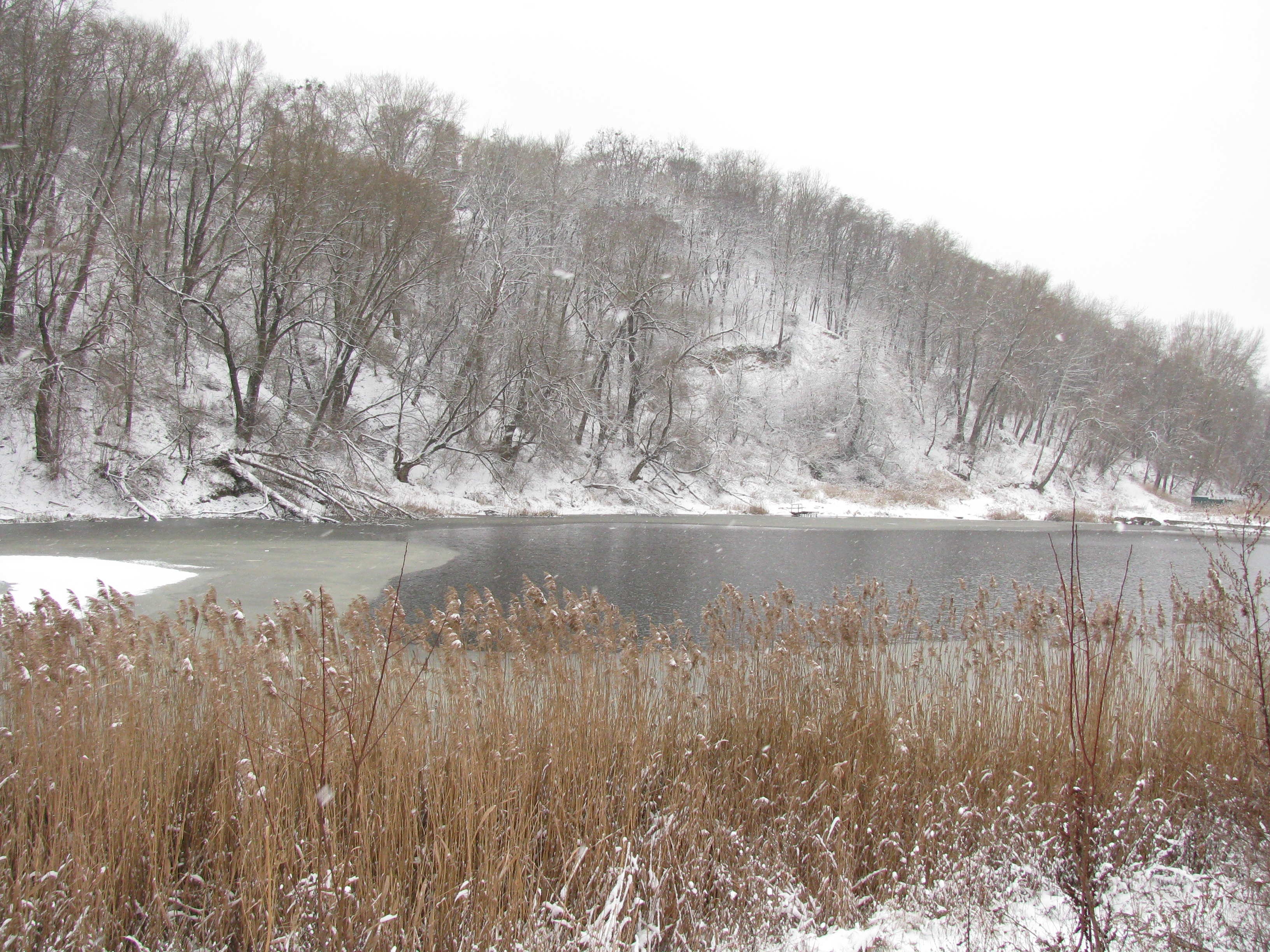
Куренівське кар'єрне озеро(Пінгвін) на річці Сирець
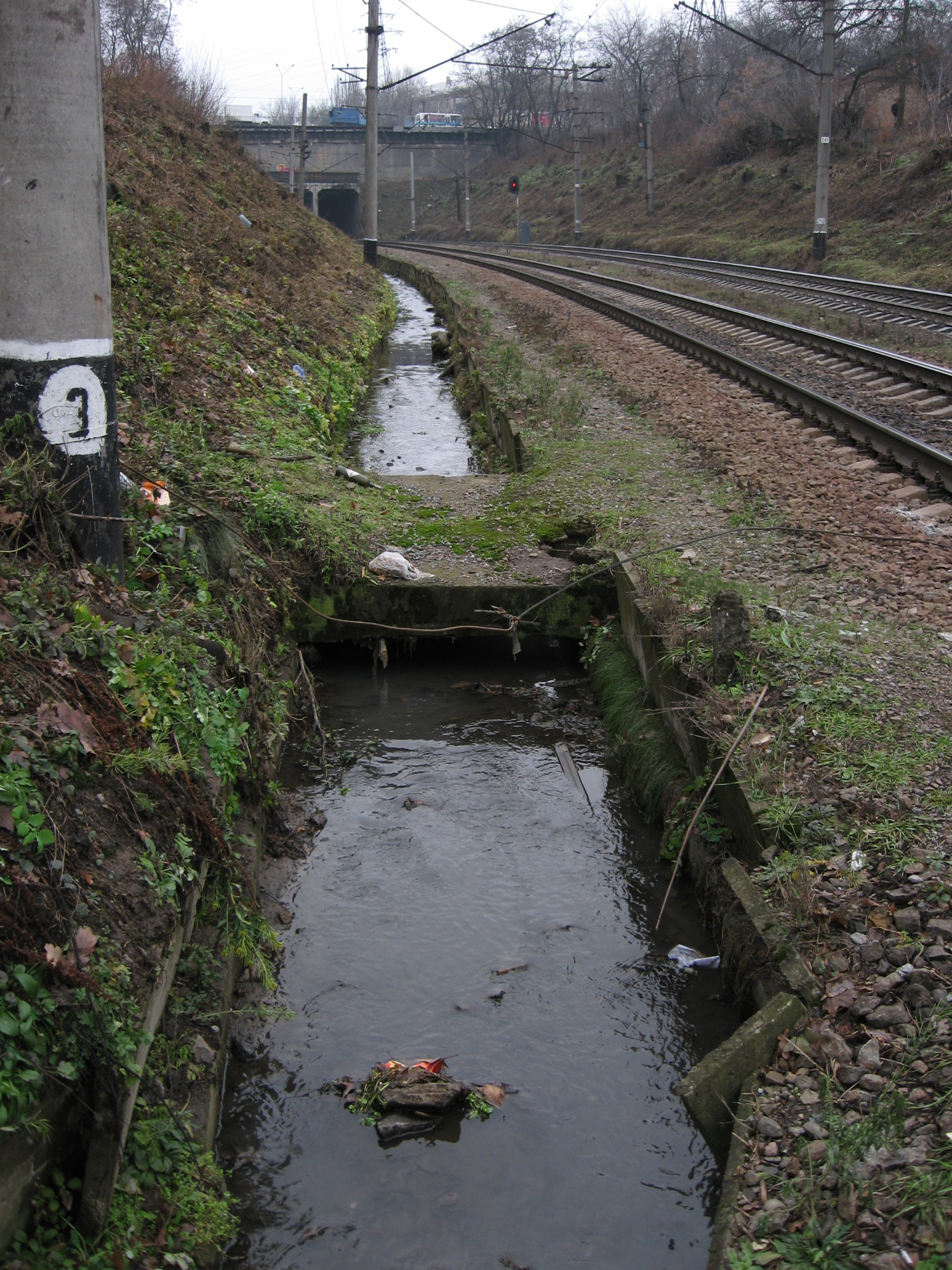
Другий витік річки Сирець, яка тече з Ґалаґанів під Гаванським шляхопроводом
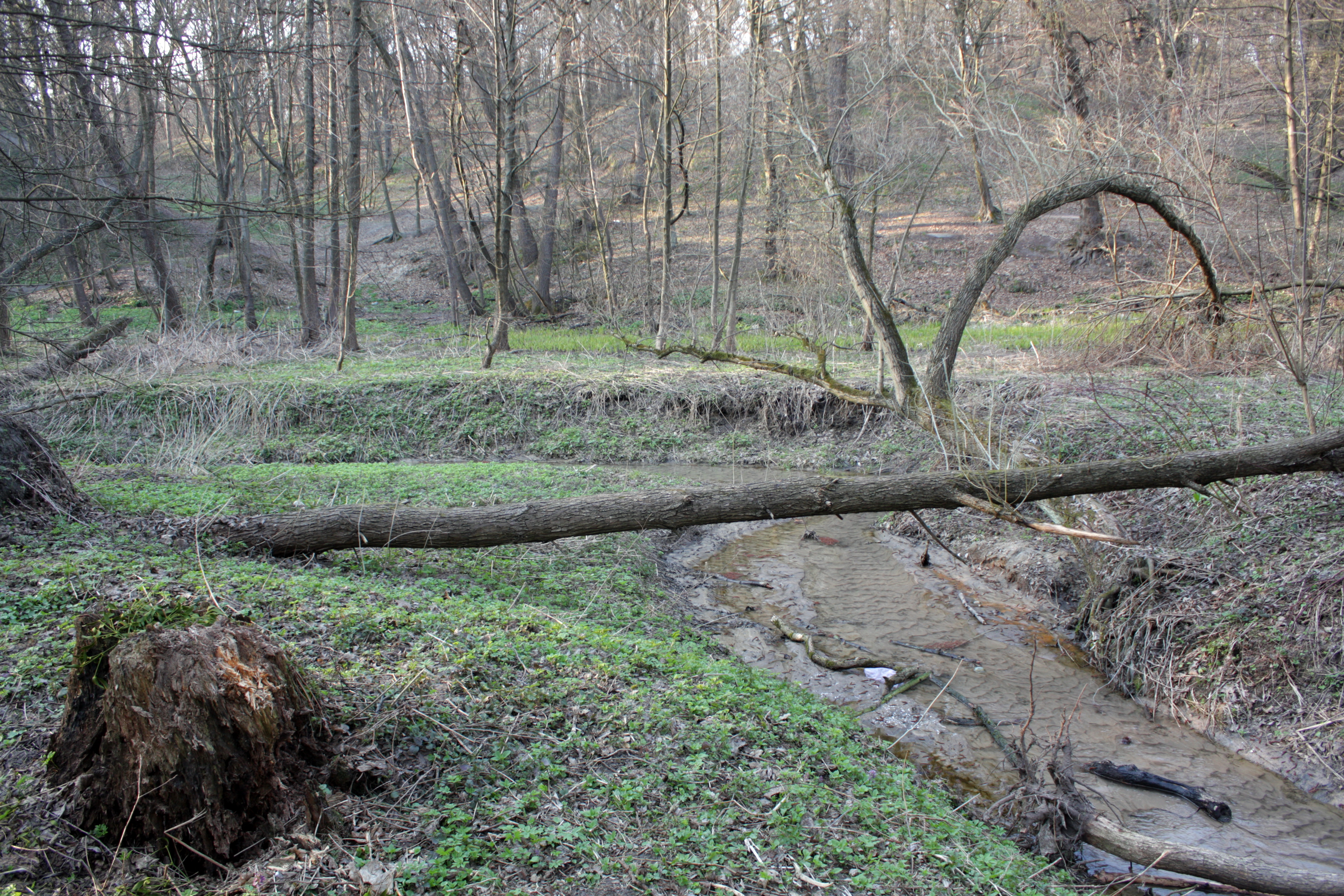
Ділянка річки у Сирецькому гаю (Дубки)
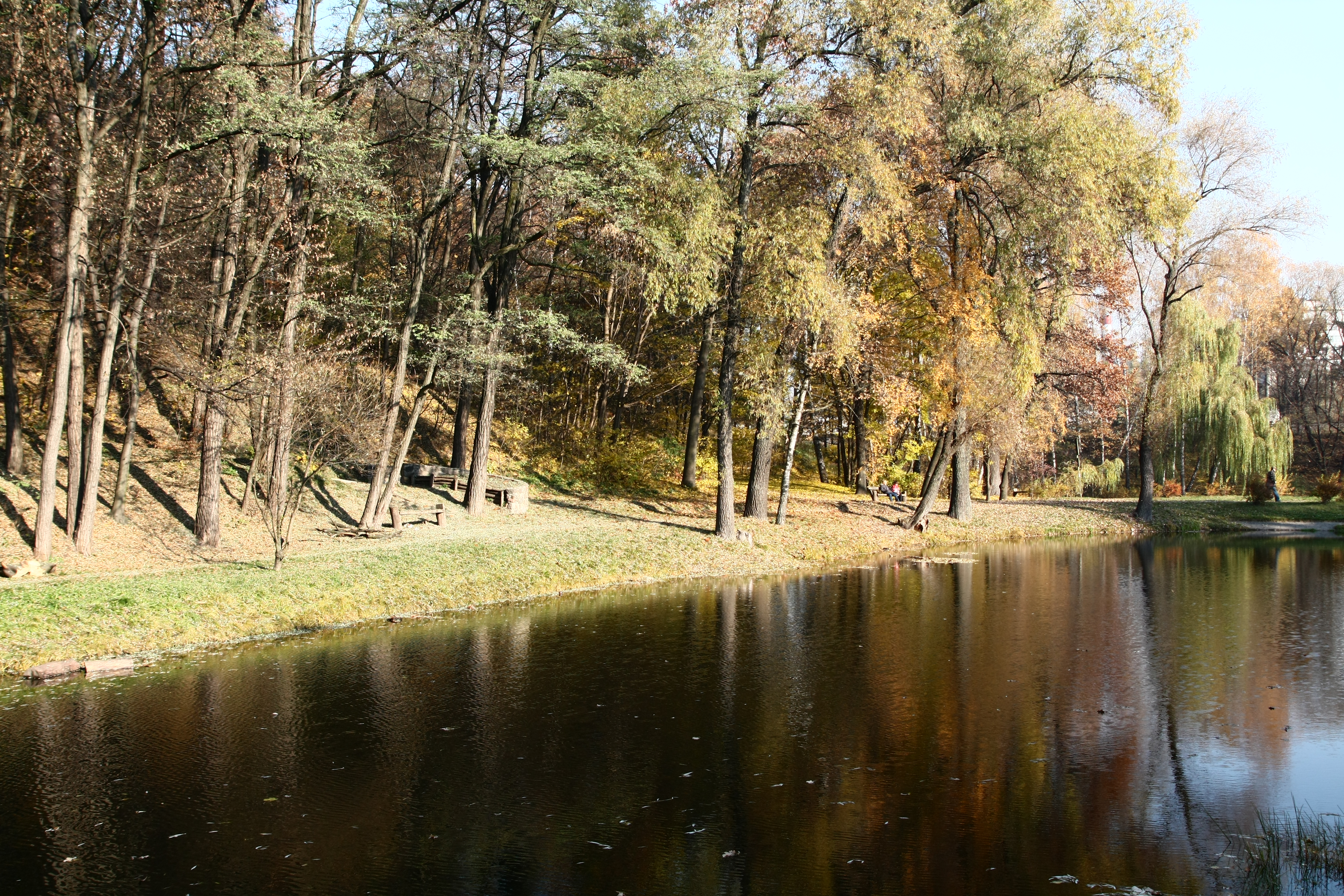
Ставок неподалік Сирецького шляхопроводу
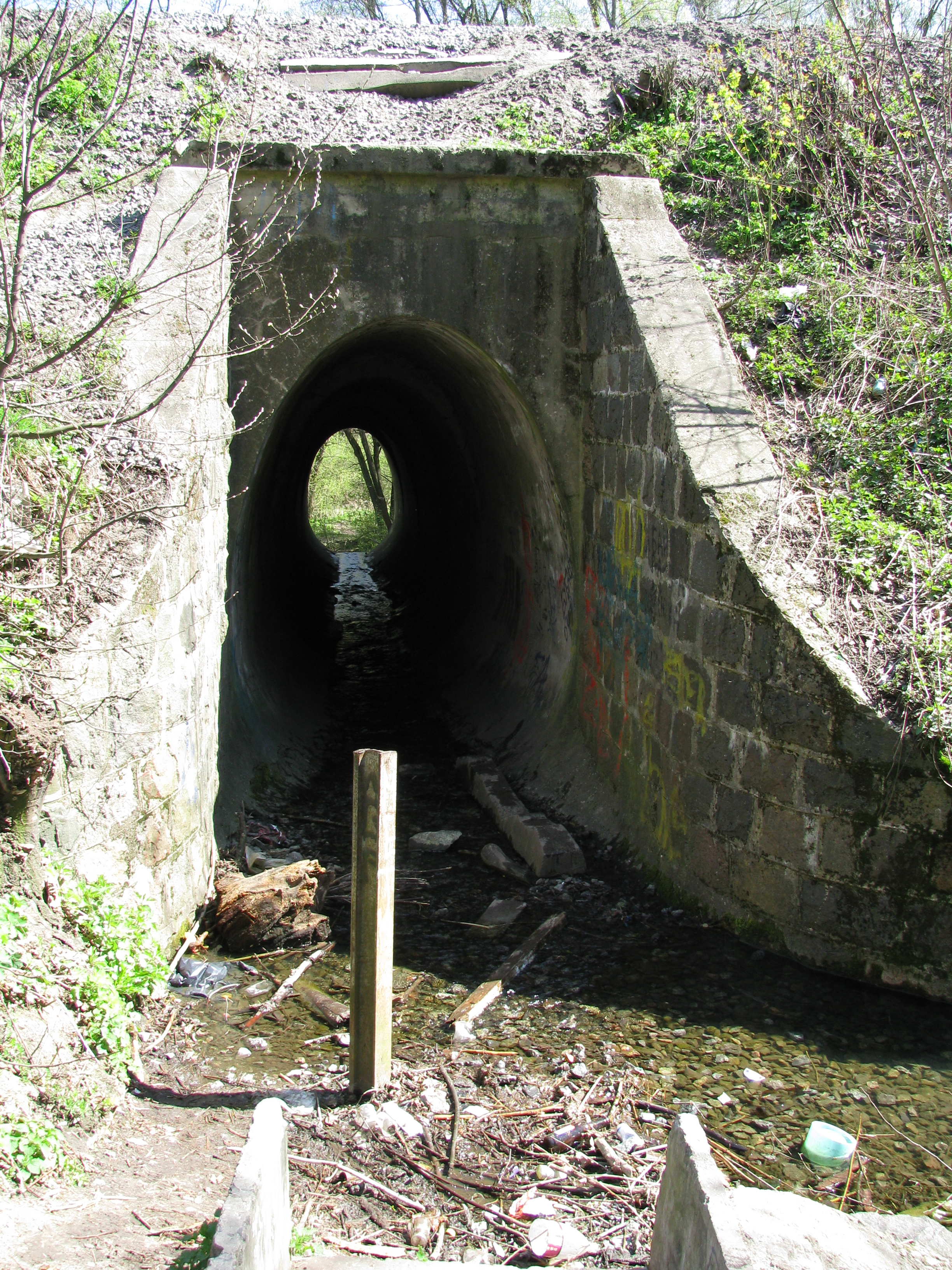
Струмок Рогостинка (Брід) під залізницею
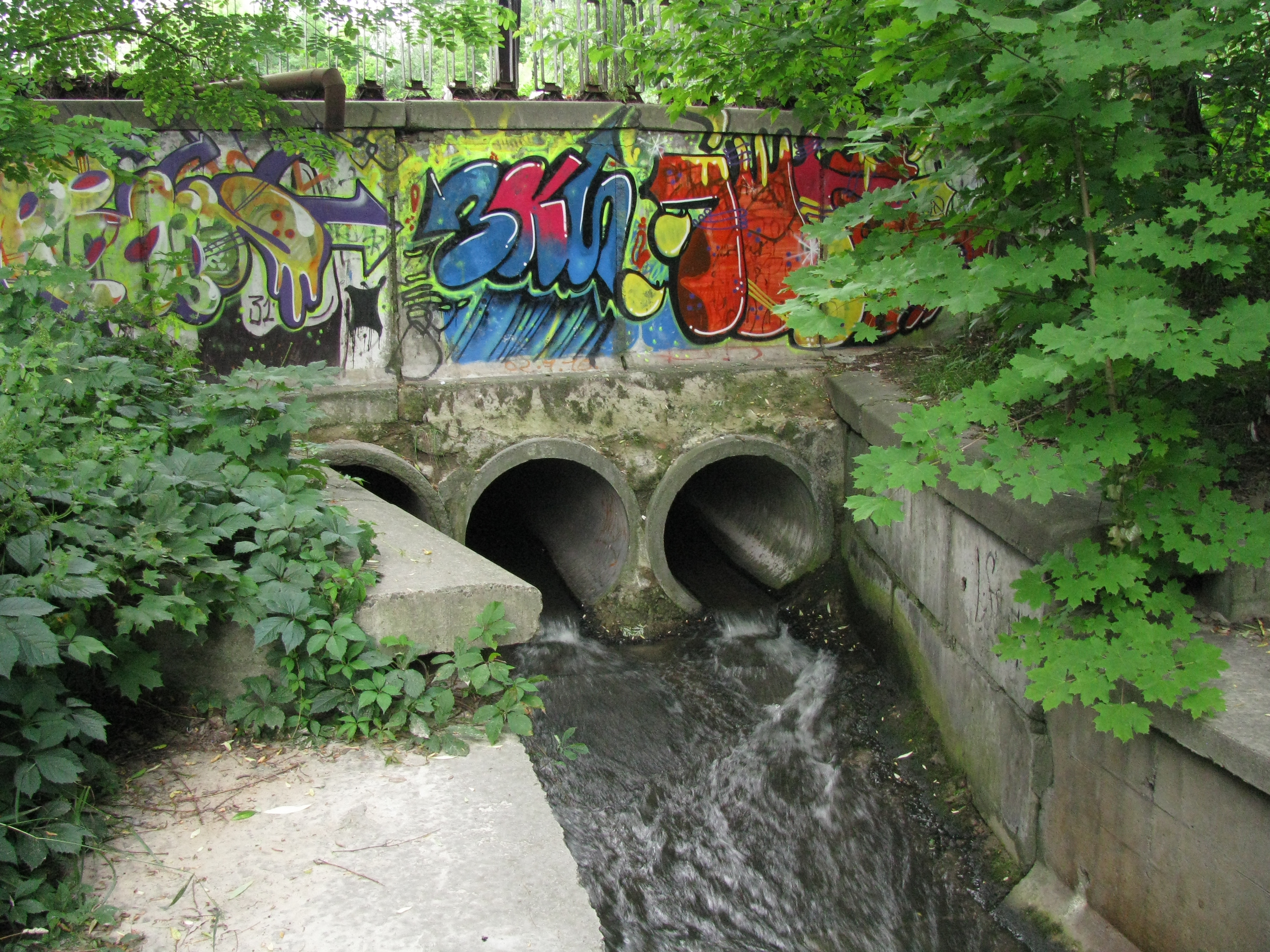
Сирець в районі вулиці Сальського
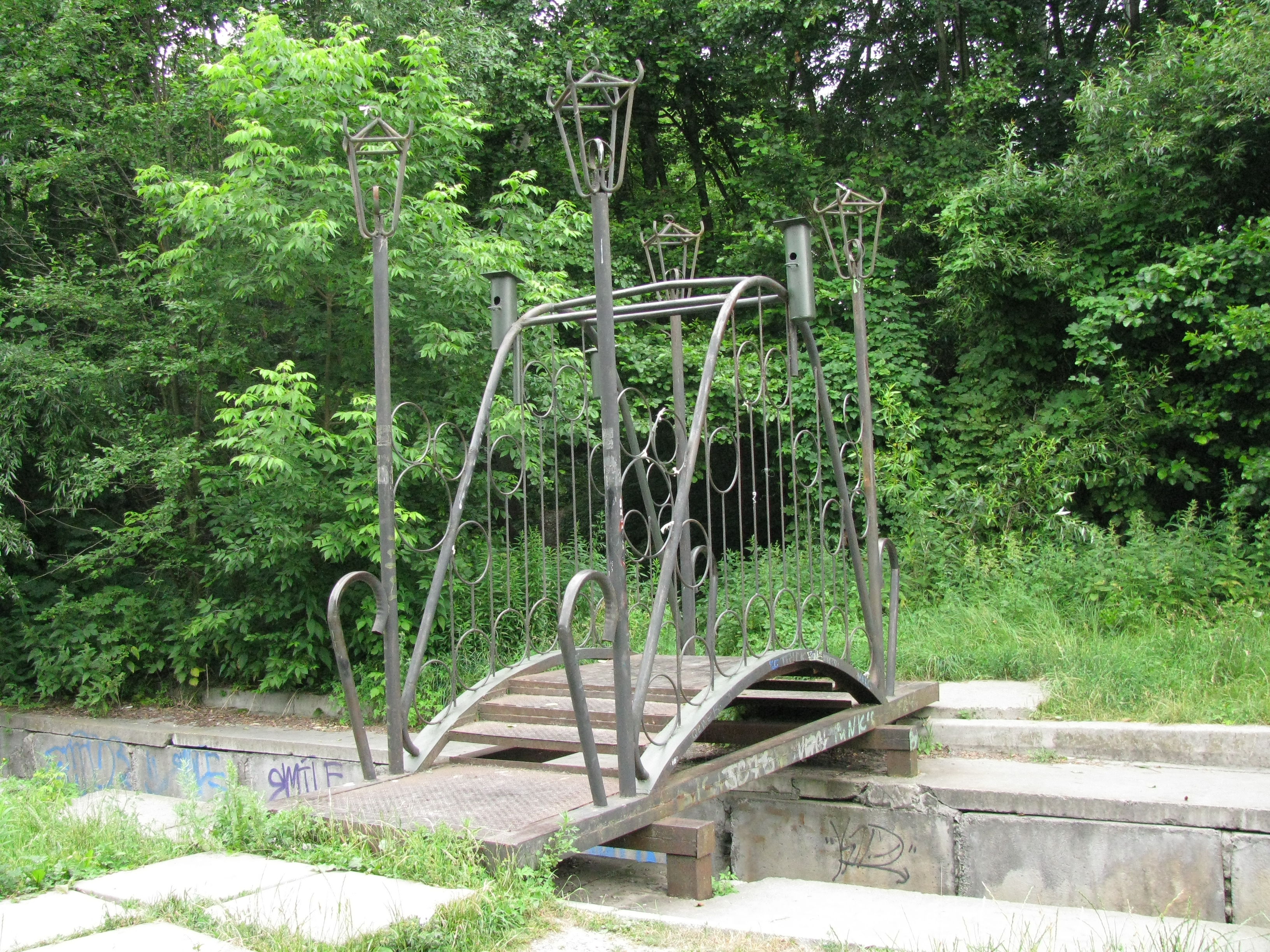
Місток із залізними шпаківнями, річка Сирець
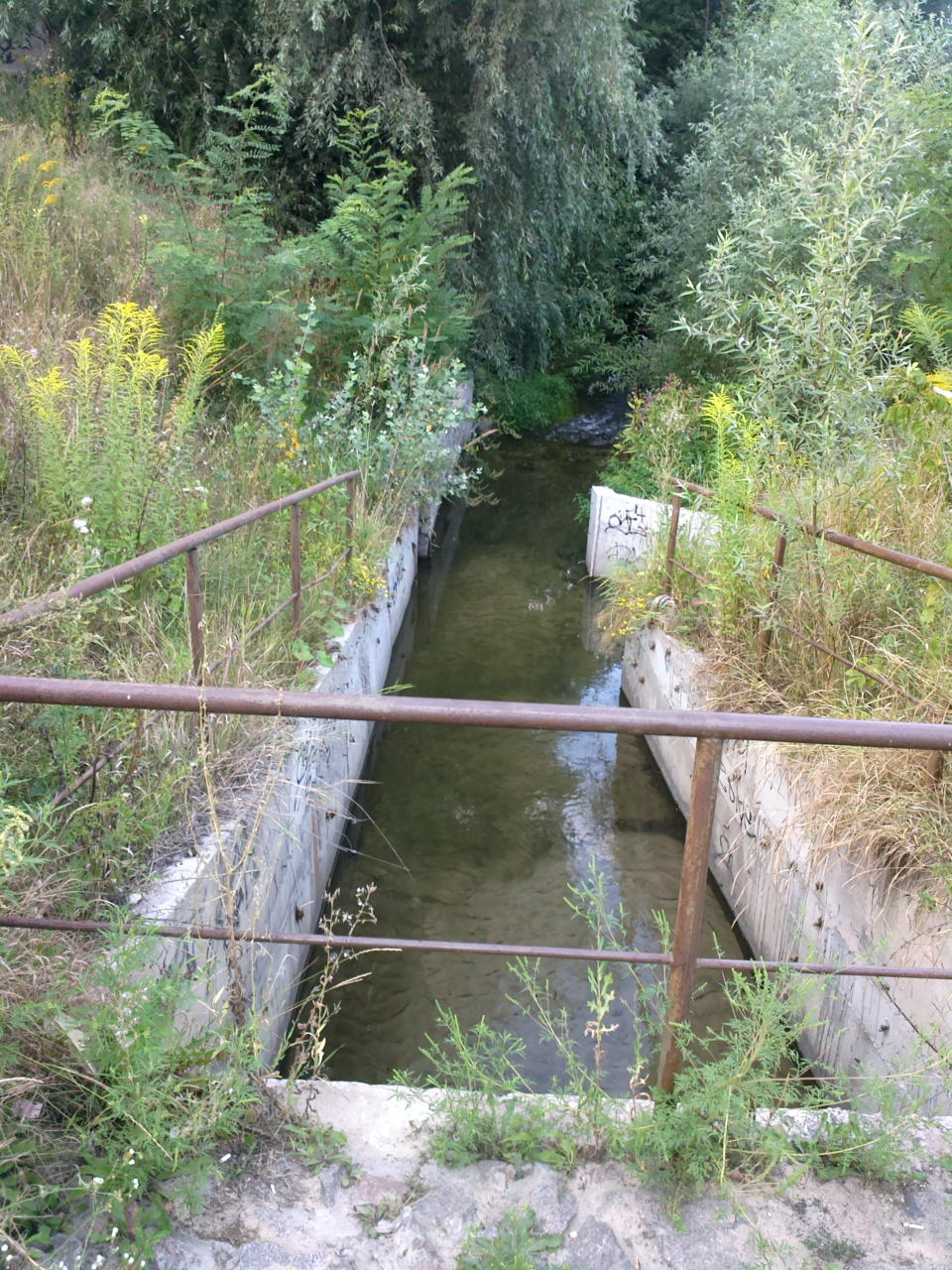
Вихід річки Сирець з-під Сирецького шляхопроводу біля вулиці Щусєва
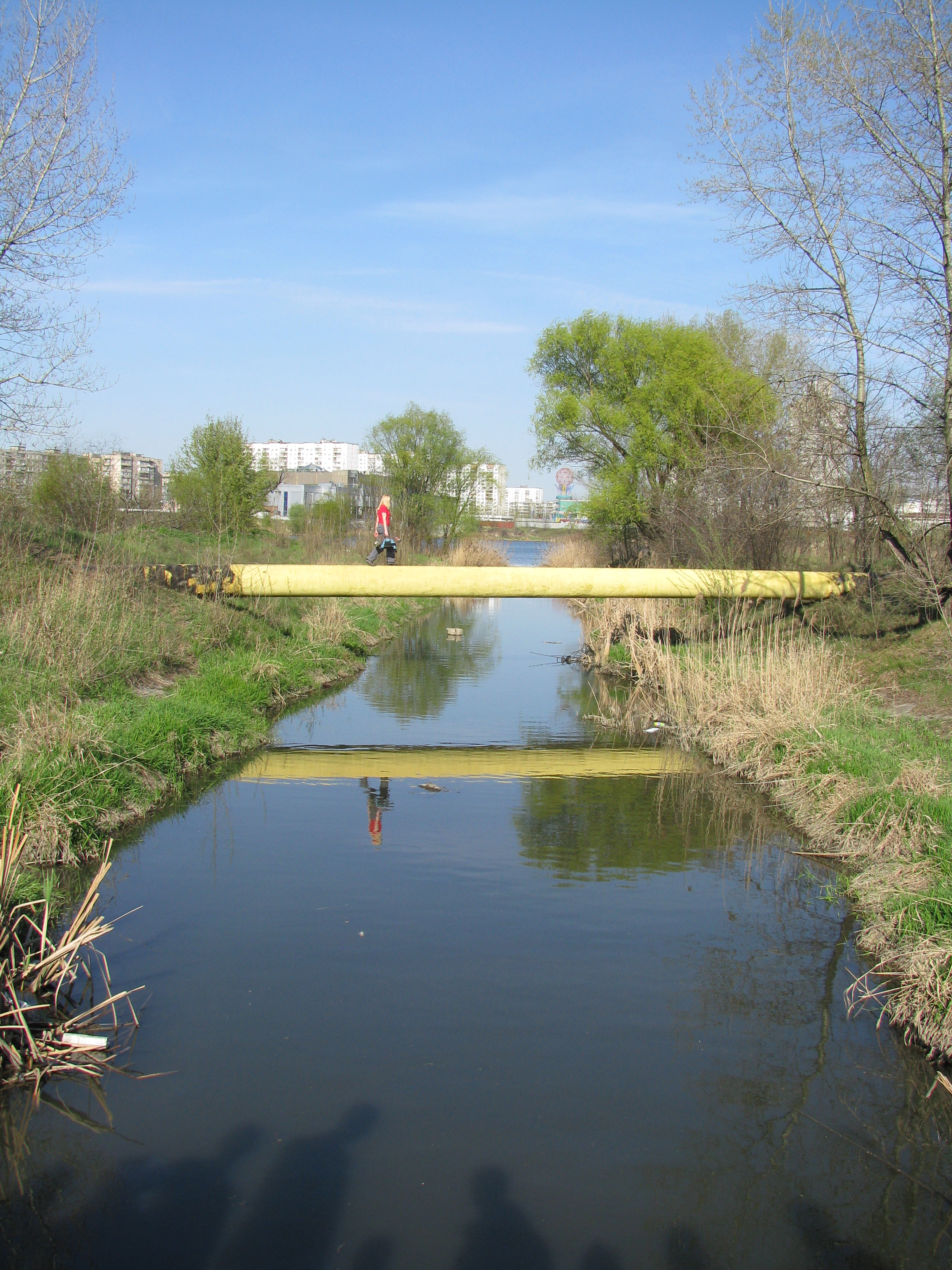
Сирець в нижній течії
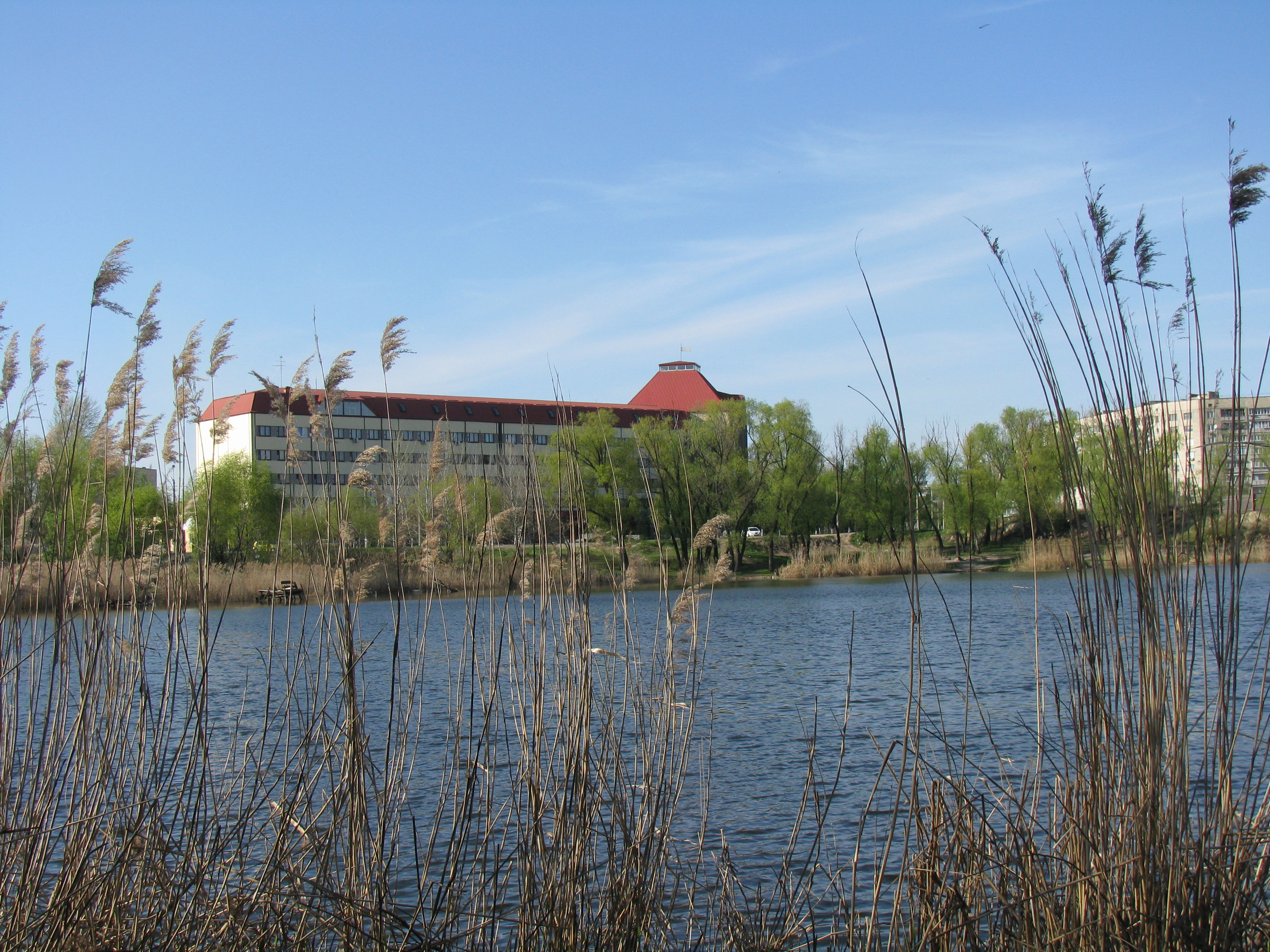
Кирилівське озеро, куди впадає Сирець

## Цікавинки
- від назви річки пішло декілька назв місцевостей у теперішньому Києві: Сирець, хутір Сирець, селище Сирець, Сирецький гай (Дубки), Сирецький дендропарк, Сирецький парк, Сирецький лісопарк, вулиця Сирецька, вулиця Північно-Сирецька, Сирецький проїзд.
- існує гіпотеза, згідно якої літописна річка Сетомль ототожнюється із річкою Сирець[6].